# Brian de Lisle
Sir Brian de Lisle (auch de Insula, Delisle oder de L’Isle) († zwischen 15. und 18. August 1234) war ein englischer Ritter, der zu den Vertrauten von König Johann Ohneland gehörte und zum obersten Forstrichter Englands aufstieg.

## Aufstieg unter König Johann
Brian die Lisle entstammte einer anglonormannischen Familie, die mindestens seit den 1130er Jahren in Mottistone auf der Isle of Wight nachweisbar ist. Er war ein Sohn von Robert de Lisle, der im Dienst von William de Longchamp, Bischof von Ely, Verwalter der Honour of Eye war. Lisle wird im April 1200 im Dienst von König Johann Ohneland erwähnt, im November 1204 gehörte er zu den Rittern des königlichen Haushalts. Scheinbar wurde er rasch ein Vertrauter des Königs, der mit de Lisle auch um Geld spielte. Durch eine vorteilhafte Heirat stieg er im Januar 1205 gesellschaftlich auf, als er Grace, die Witwe von Norman of the Chamber und Tochter und Erbin von Thomas fitz William aus Salesby heiratete. Im gleichen Jahr wurde er Verwalter der Besitzungen des verstorbenen William de Stuteville. Als er in der Verwaltung der Ländereien abgelöst wurde, blieb er weiterhin Verwalter von Knaresborough und Boroughbridge in Nordengland. In den nächsten Jahren übernahm er weitere Ämter sowie die Verwaltung von weiteren Ländereien in den nördlichen Midlands und in Yorkshire. Er unterstützte den König bei der Vorbereitung seiner Feldzüge und nahm selbst an den Feldzügen nach Frankreich und ins Poitou teil. Nach dem walisischen Aufstand 1212 sollte er eine Strafexpedition nach Wales führen, während der König seinen lange geplanten Feldzug nach Frankreich führen wollte. 1213 wurde er Royal Steward. Als Kommandant von Knaresborough, Boroughbridge sowie Castle of the Peak und Bolsover in Derbyshire wurde er einer der wichtigsten Militärs des Königs im nördlichen England. Der Chronist Roger von Wendover zählte ihn zu den schlechten Ratgebern des Königs.

## Rebellischer Beamter während der Minderjährigkeit von König HeinrichIII.
Dazu wurde Lisle ein wichtiger Verwalter der königlichen Forsten. Im Mai 1207 wurde er unter Hugh de Neville oberster Forstbeamter von Nottinghamshire und Derbyshire, was er bis November 1217 blieb.
Während des Kriegs der Barone blieb Lisle ein loyaler Unterstützer des Königs und nach dessen Tod des Regentschaftsrat, der für den jungen König Heinrich III. die Regierung führte. Dennoch musste der Regentschaftsrat Lisle wiederholt befehlen, Peak Castle an Earl Ranulf of Chester, später dann an Earl William de Ferrers of Derby zu übergeben. Lisle ignorierte diese Aufforderung, so dass Derby schließlich 1217 gewaltsam gegen Lisle vorging. Anschließend nahm Lisle am Kreuzzug von Damiette teil. Nach seiner Rückkehr wurde er im Februar 1221 oberster Forstrichter für ganz England. Im November 1223 beteiligte er sich an der erfolglosen Revolte von Earl Ranulf of Chester, William de Forz und anderen Baronen gegen den Justiciar Hubert de Burgh, der für den minderjährigen König die Regierung führte. Im Januar 1224 wurde er daraufhin als oberster Forstrichter von Hugh de Neville abgelöst, blieb jedoch einer von dessen Stellvertretern. Als Falkes de Bréauté weiter gegen die Regierung revoltierte, unterstützte Lisle ab Juni 1224 die Belagerung von Bedford Castle und bezeugte 1225 die erneute Anerkennung der Magna Carta durch den jungen König. Er blieb jedoch weiterhin ein Gegner des mächtigen Hubert de Burgh, so dass es nicht verwunderlich ist, dass er 1232 dessen Gegner Peter des Roches unterstützte, als de Burgh gestürzt wurde. Des Roches betraute ihn erneut mit der Verwaltung von Knaresborough Castle.
Lisle war ein wertvoller, doch zeitweise auch ein schwieriger Diener der Regierung. Bereits 1205 musste der Sheriff von York beispielsweise den Vorwurf untersuchen, dass Lisle zusammen mit anderen königlichen Beamten missbräuchlich die Münze von York betrieben hätte. Dies war der erste von zahlreichen Fällen, in denen König Johann seine Amtsführung hinterfragen musste. Als seine Amtszeit als Constable von Knaresborough während des Kriegs der Barone Mitte der 1220er Jahre untersucht wurde, wurde festgestellt, dass er häufig willkürlich und zu seinem eigenen Vorteil gehandelt hatte. Andererseits war Lisle scheinbar ein enger Freund und Förderer des später heiliggesprochenen Robert of Knaresborough († 1218). Angeblich soll er König Johann dazu gebracht haben, dem Heiligen ein Stück Land im Knaresborough Forest zu schenken, wo dieser mit seinen Anhängern eine Mönchszelle errichten durfte.

## Erbe
Lisle starb ohne Nachkommen. Nach seinem Tod wurden seine Besitzungen unter seiner Schwester Alice, der Frau von Thomas le Bret, William of Glamorgan, einem Sohn seiner Schwester Constance und Ralph de Stopham, einem Sohn seiner Schwester Annabel aufgeteilt.